# Marcin Lijewski

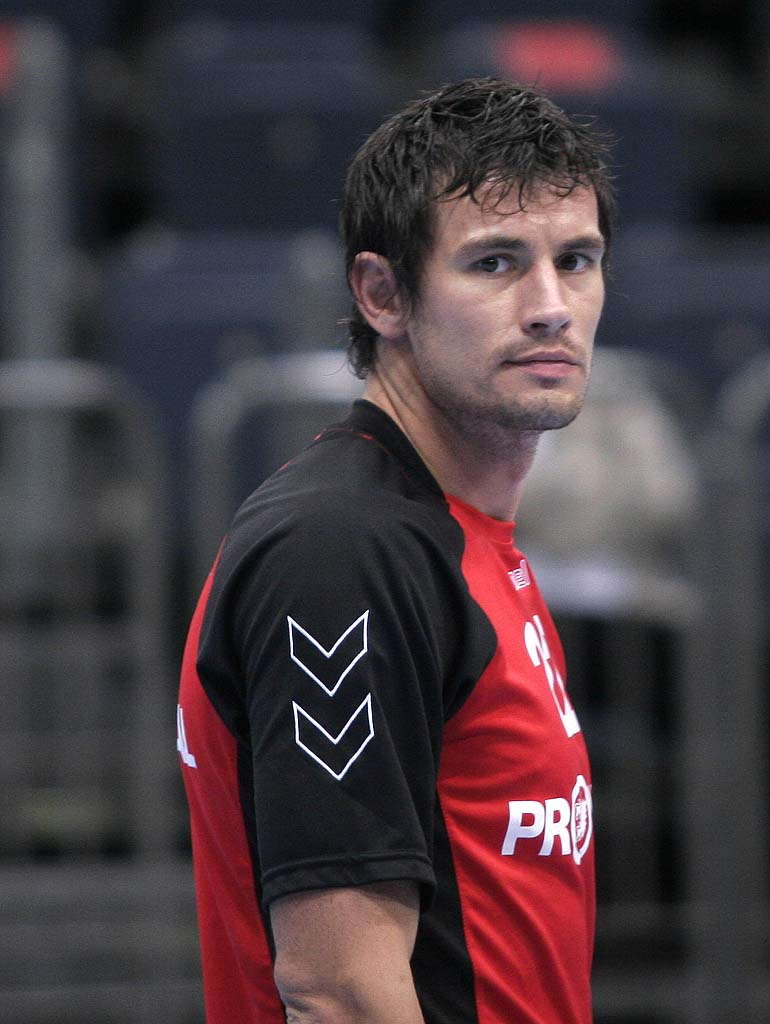
Marcin Lijewski med SG Flensburg-Handewitt, 2007.

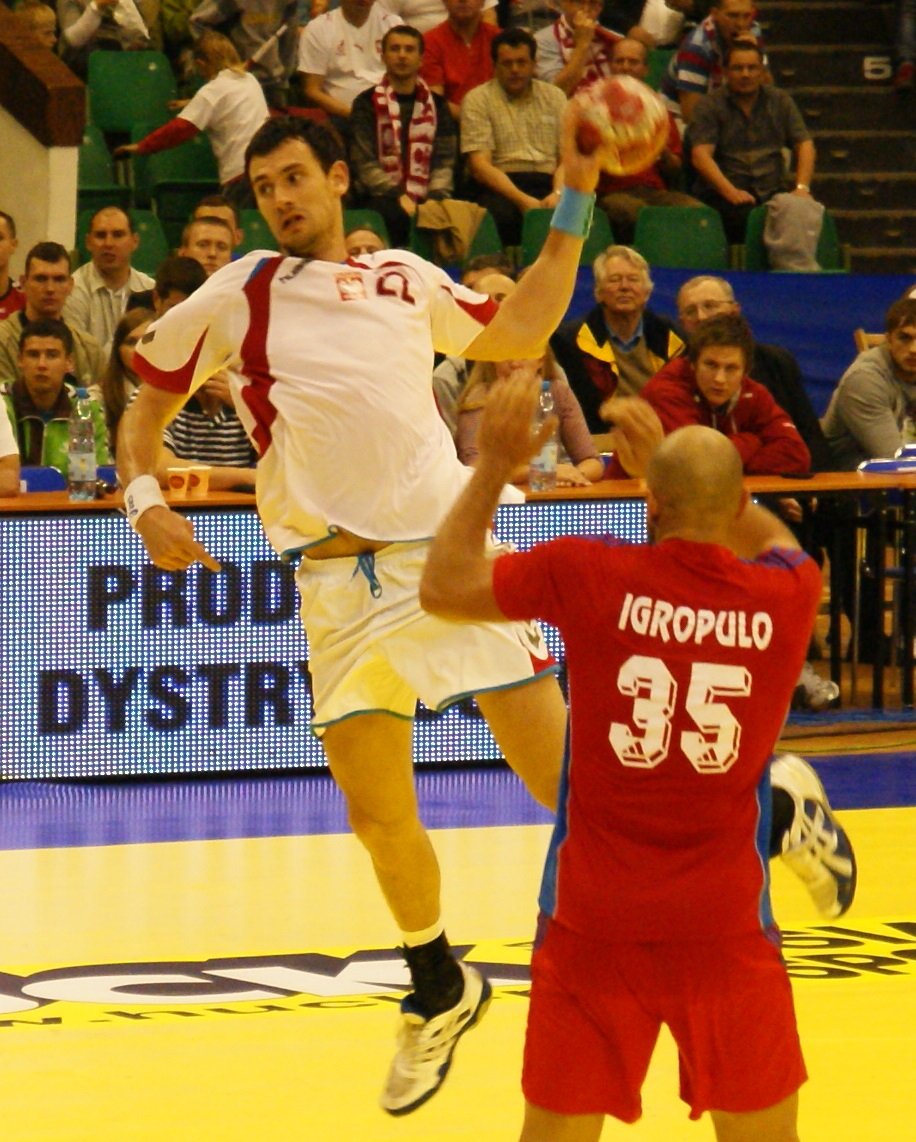
Marcin Lijewski, 2011.

Marcin Lijewski, född 21 september 1977 i Krotoszyn, är en polsk handbollstränare och tidigare handbollsspelare (högernia). Han är sedan 2023 förbundskapten för Polens herrlandslag.
Han är äldre bror till tidigare handbollsspelaren Krzysztof Lijewski.

## Klubbar
- KPR Ostrovia Ostrów Wielkopolski (1991–1996)
- Wybrzeże Gdańsk (1996–2001)
- Orlen Płock (2001–2002)
- SG Flensburg-Handewitt (2002–2008)
- HSV Hamburg (2008–2013)
- Orlen Wisła Płock (2013–2014)
- Wybrzeże Gdańsk (2014–2015)

## Meriter

### Klubblagsmeriter
- Champions League-mästare 2013 med HSV Hamburg
- Tysk mästare två gånger: 2004 (med SG Flensburg-Handewitt) och 2011 (med HSV Hamburg)
- Tysk cupmästare fyra gånger: 2003, 2004 och 2005 (med SG Flensburg-Handewitt) samt 2010 (med HSV Hamburg)

### Landslagsmeriter
- VM-silver 2007 i Tyskland
- VM-brons 2009 i Kroatien